# Здание железнодорожной станции Озерки
Здание железнодорожной станции Озерки — памятник архитектуры. Расположен в Выборгском районе Санкт-Петербурга, современный адрес — Большая Озёрная улица, дом 68 корпус 4.
Изначально здания станций на железнодорожной линии Санкт-Петербург — Рийхимяки проектировал в 1868—1870 годах Вольмар Вестлинг; строения были деревянными, украшенными резьбой. В конце XIX века перестройкой станций в камне занимался Бруно Фердинанд Гранхольм, архитектор Главного управления железных дорог Финляндии.
Гранхольм построил ряд средних вокзалов островного типа, ядром плана которых служит проходной зал ожидания. Вокзал в Озерках Гранхольм построил вторым, после вокзала в Шувалово, в 1902 году. Поскольку станция Озерки появилась в связи с возросшей популярностью дачной местности в районе Суздальских озер, где открылось множество увеселительных и лечебных заведений, здание вокзала также должно было отвечать нуждам отдыхающих. В частности, оно соединялось специальной крытой галереей с Озерковским театром и рестораном при нём, а также с водолечебницей доктора В. И. Афанасьева и амбулаторным пунктом А. А. Оппенгейма.

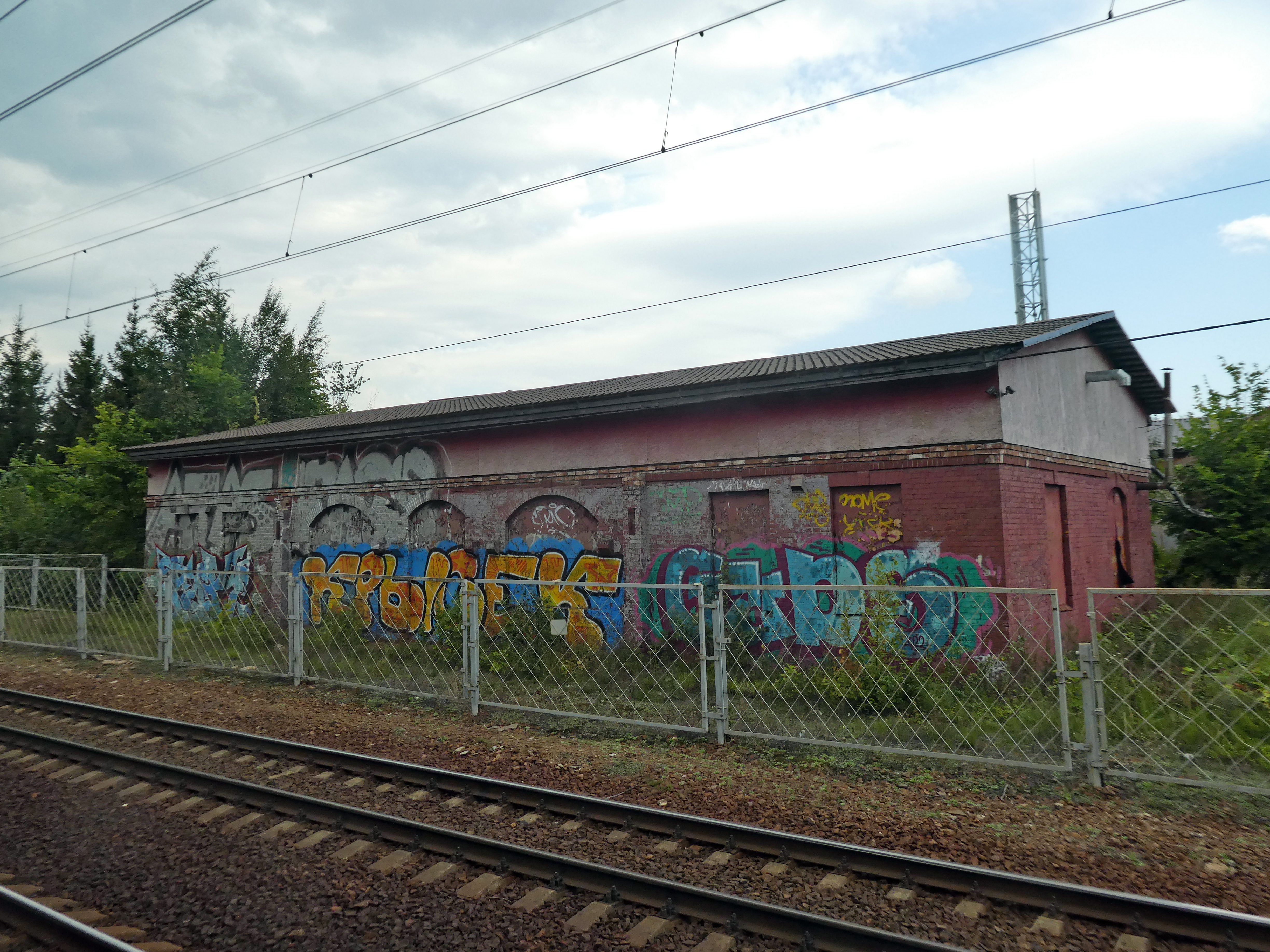
Состояние вокзала на 2024 год

Здание Озерковского вокзала Гранхольм построил от начала до конца полностью по собственному проекту. У здания было два этажа: первый, служебный этаж был каменным, облицованным кирпичом, второй — деревянным, под многоскатной крышей. Окна первого этажа были разными по форме и размерам, с клинчатыми перемычками, дверные проёмы украшались кованными козырьками-зонтиками. Второй этаж был обшит вагонкой, при этом рисунок обшивки, согласно моде того времени, создавал имитацию фахверковой конструкции. Фасад здания со стороны перрона был симметричным и плоским, с небольшими креповками первого этажа и с повышенной средней частью второго. Фасад со стороны озёр был усложнён дополнительными асимметричными объёмами, живописность которым придавала также характерная расстекловка окон и дверей и слуховые окна на крыше. Между первым и вторым этажом имелся уступ, который завершался горизонтальной тягой-карнизом. Цоколь и ступени, ведущие в дверям, были гранитными.
Рядом со станцией одновременно со зданием вокзала был построен краснокирпичный типовой туалет и одноэтажная каменная сауна.
Здание вокзала использовалось по прямому назначению вплоть до 1991 года. В 1992—1993 годах оно сдавалось в аренду. По некоторым сведениям, здесь располагалась швейная мастерская. В 1993 году (по другим данным, в 1997 году) деревянная часть вокзала полностью сгорела, после чего оставшееся здание было заброшено. В 2016 году было принято решение продать здание. В 2018 году началась реконструкция (была снята временная кровля и появилась новая кирпичная кладка), отменённая КГИОПом, поскольку разрешение на эти работы не выдавалось.